# فردیناندو دجورجی
فردیناندو دجورجی (به ایتالیایی: Ferdinando De Giorgi) (متولد ۱۰ اکتبر ۱۹۶۱، در استان لچه) مربی والیبال اهل ایتالیا و بازیکن سابق تیم ملی ایتالیا است. فردیناندو سابقه سرمربیگری در تیم‌های مطرح پیمونته، پروجا، لوبه بانکا ایتالیا و فاکل روسیه و همچنین تیم ملی لهستان را در کارنامه خود دارد. دجورجی به عنوان بازیکن ۳۳۰ بازی ملی برای تیم ملی ایتالیا انجام داد و سه جام قهرمانی جهان سال های ۱۹۹۰، ۱۹۹۴ و ۱۹۹۸ را با ایتالیا به دست آورد.